# خانه وحشت (فیلم ۱۹۴۵)
خانه وحشت (به انگلیسی: The House of Fear) یا شرلوک هولمز و خانه وحشت نام دهمین فیلم از مجموعه فیلم‌های شرلوک هولمز با بازی نایجل بروس و بازیل رتبون است. این فیلم اقتباسی است از داستان پنج هسته پرتقال، نوشته سر آرتور کانن دویل. خانه وحشت در سال ۱۹۴۵ و توسط روی ویلیام در ژانر جنایی (کارآگاهی) ساخته شد.